# Vileda
Die Vileda GmbH ist die deutsche Vertriebsgesellschaft der Freudenberg Home and Cleaning Solutions mit Hauptsitz in Weinheim an der Bergstraße. Sie vertreibt mechanische und elektrische Reinigungsprodukte unter der Marke Vileda.

## Geschichte

### Vileda Deutschland
Die Marke Vileda gehört zur Unternehmensgruppe Freudenberg und hier zum Geschäftsbereich Freudenberg Home and Cleaning Solutions (FHCS).
Die Ursprünge des Unternehmens gehen auf die Übernahme der Gerberei Heintze und Sammet in Weinheim durch Carl Johann Freudenberg im Jahr 1849 zurück. Im Jahr 1936 übernahm das Unternehmen von Carl Ludwig Nottebohm ein Verfahren zur Herstellung von synthetischem Leder. Nach Weiterentwicklung des Verfahrens wurde 1948 das „Vileda Fenstertuch“ auf den Markt gebracht.
Die Gründung der Vertriebsgesellschaft Vileda GmbH im Jahr 1962 ermöglichte Freudenberg den raschen Aufbau eines flächendeckenden Vertriebsnetzes.

### Der Markenname „Vileda“
Der Markenname „Vileda“ bedeutet lautmalerisch „wie Leder“, da sich das aus Vliesstoff produzierte und in Kautschuk getränkte Tuch „wie Leder“ anfühlte.

### Vileda International
Freudenberg Home und Cleaning Solutions (FHCS) greift auf ein eigenes Vertriebsnetz in mehr als 35 Ländern zurück. Die Produkte sind in den einzelnen Ländern unter den Markennamen vileda, O-Cedar, Wettex, Gala, Marigold, SWASH und Gimi bekannt.

## Produkte

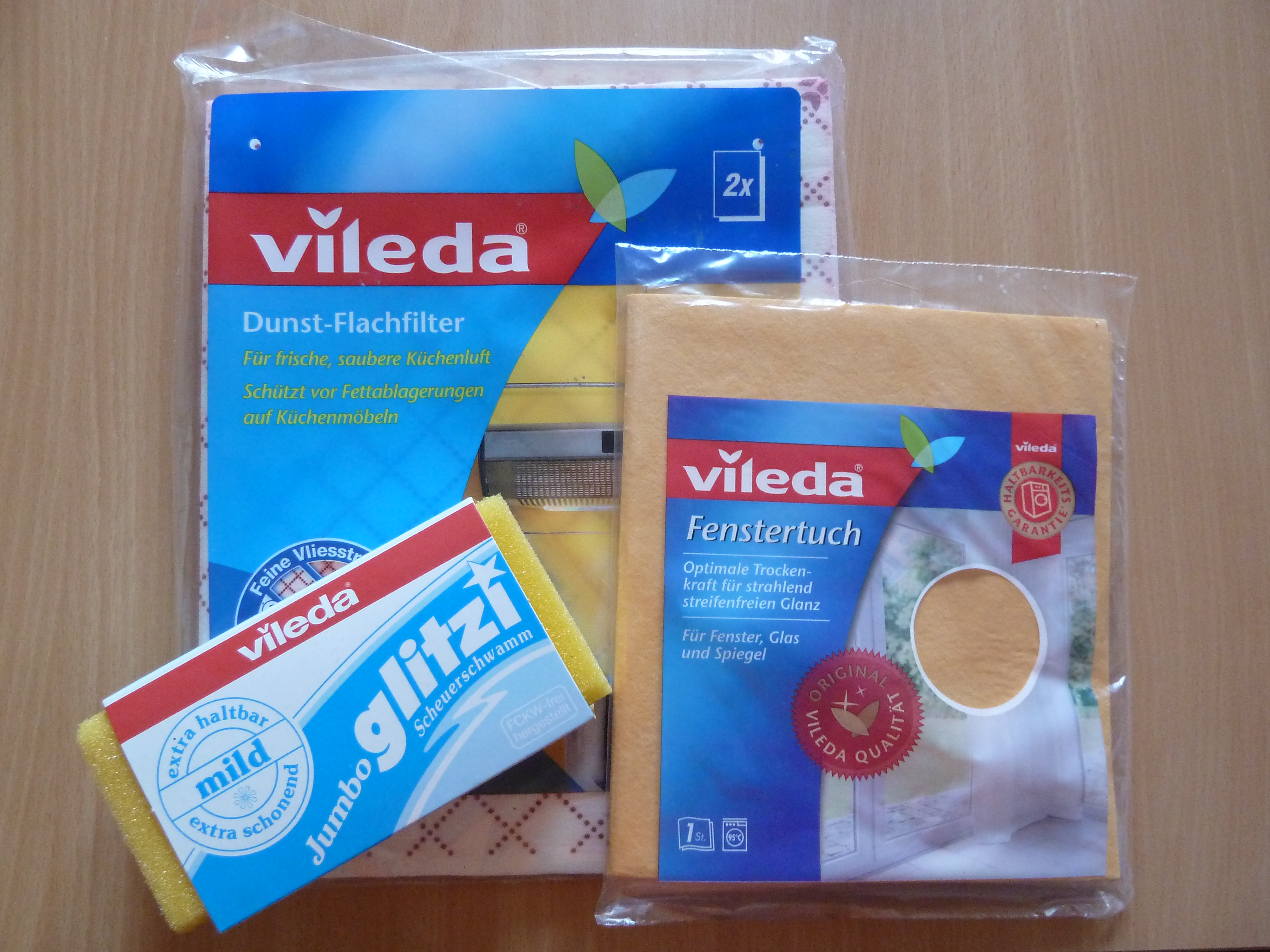
Vileda-Produkte

Die Produkte von Vileda lassen sich den Bereichen Bodenreinigung/Besen, Elektrische Reinigung (z. B. Staubsaugerroboter), Tücher/Schwämme/Handschuhe, Fensterreinigung und Wäschepflege zuordnen.
Einige Vileda-Produkte sind:
- Fenstertuch, Produkteinführung 1948
- Glitzi-Topfreiniger, Produkteinführung 1965
- Mocio-Wischmopp, Produkteinführung 1985
- UltraMat, Produkteinführung 2008[4]

## Sonstiges
Neben der Marke Vileda für Verbraucher gibt es auch die Marke Vileda Professional für den Bereich der professionellen Reinigung. Die Marke Vileda Home – der Direktvertrieb des Unternehmens – existierte von 2014 bis 2017.

### Vileda Professional
Vileda Professional bietet Reinigungslösungen und Systeme für professionelle Anwender, z. B. für die Gebäudereinigung. Vileda Professional arbeitet mit Verkaufsniederlassungen in 16 Ländern und hat ca. 300 Mitarbeiter. Der Hauptsitz der Gesellschaft befindet sich ebenfalls in Weinheim an der Bergstraße.

## Umsatz
FHCS erzielte weltweit im Jahr 2016 einen Umsatz von 859,3 Millionen Euro. Derzeit beschäftigt FHCS 2962 Mitarbeiter, mehr als 300 davon in Deutschland. Im September 2016 hat Freudenberg das Unternehmen Gimi S.p.A. mit Sitz in Monselice, Italien, übernommen.